# Microhasarius
Microhasarius là một chi nhện trong họ Salticidae.

## Các loài
- Microhasarius animosus Peckham & Peckham, 1907 — Borneo
- Microhasarius pauperculus Simon, 1902 — Java